# IEC 62493
IEC 62493 és una normativa internacional (creada per l'IEC) de seguretat ràdio-biològica de sistemes o dispositius d'enllumenat que emeten radiació electromagnètica en el rang de freqüència de 20K Hz a 300 MHz. S'entén seguretat ràdio-biològica com la part de la seguretat que afecten a l'organisme humà. Cal evitar condicions que portin a estats potencialment perillosos. La darrera versió de la norma es pot esbrinar aquí.

## Límits de la norma

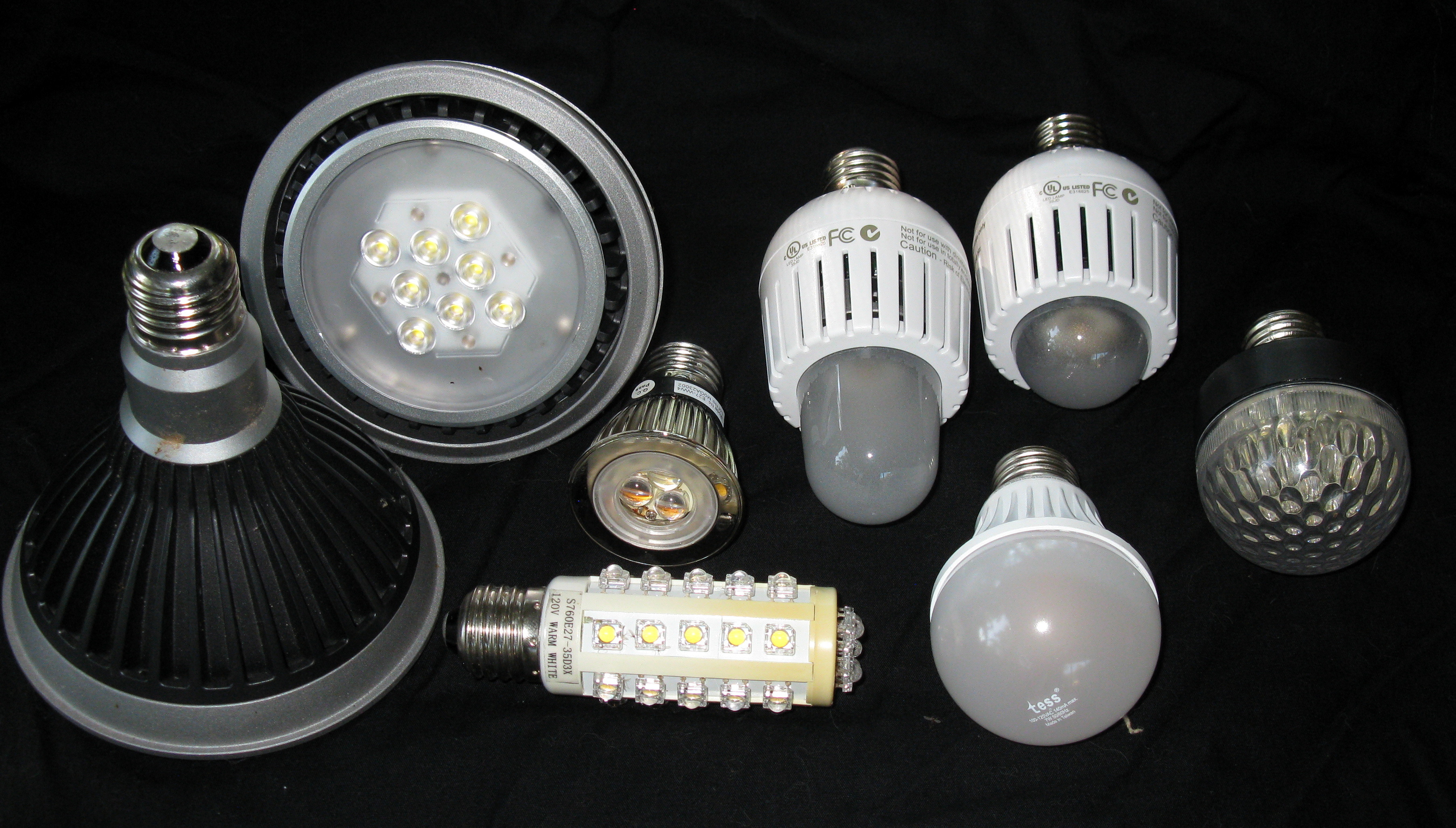
Fig.1 Exemple de dispositius d'enllumenat

IEC 62493 aplica a sistemes d'enllumenat la principal funcionalitat dels quals sigui la d'il·luminar (queden exclosos : sectors aeronàutic, vehicles de carretera, embarcacions)
| Assaig                               | Apartat | Descripció                                                                      |
| ------------------------------------ | ------- | ------------------------------------------------------------------------------- |
| CISPR 15 Mesura SAR                  | 4.2 a   | Perturbacions de tensió sobre terminals de xarxa en la banda de 20 kHz – 30 MHz |
| CISPR 15 Mesura SAR                  | 4.2 b   | Perturbacions de radiació electromagnètica en la banda de 100 kHz – 30 MHz      |
| CISPR 15 Mesura SAR                  | 4.2 c   | Perturbacions de radiació electromagnètica en la banda de 30 MHz – 300 MHz      |
| CISPR 15 Densitat de corrent induïda | 4.2 d   | Densitat de corrent induït en la banda de 20 kHz – 10 MHz                       |